# Mariagerfjord Golfklub
Mariagerfjord Golfklub også kaldt Hadsund Golfklub, er en dansk golfklub i den sydvestlige del af Mariagerfjord Kommune. Golfbanen er højt beliggende på sydsiden af Mariager Fjord knap 4 km fra Hadsund. Klubben har 600 medlemmer.
Golfklubben blev stiftet 1. september 2007, og består af en 18-hullers bane, den har en længde er 5.587 meter. Mariagerfjord Golfklub har både klubhus og restaurant

## Ekstern henvisning
- Mariagerfjord Golfklubs hjemmeside

| Sport | Spire Denne artikel om sport er en spire som bør udbygges. Du er velkommen til at hjælpe Wikipedia ved at udvide den. |

|  | Denne artikel om en bygning eller et bygningsværk kan blive bedre, hvis der indsættes et (bedre) billede. Du kan hjælpe ved at afsøge Wikimedia Commons for et passende billede eller lægge et op på Wikimedia Commons med en af de tilladte licenser og indsætte det i artiklen. |

56°41′24″N 10°6′31″Ø / 56.69000°N 10.10861°Ø